# Brokfasan
Brokfasan (Syrmaticus ellioti) är en fågel i familjen fasanfåglar inom ordningen hönsfåglar.

## Utseende och läte
Brokfasan är en tydligt tecknad fasan med lång, bandad stjärt. Hanen är varmt rödbrun med gråvit huva, svart strupe, vit buk och vitt på skuldrorna och i ett vingband. Stjärten är jämnt tvärbandad i rostrött och grått. Honan är mer dämpad i färgerna, mer gråbrun, och saknar de vita teckningarna på vingarna. Vidare är stjärten kortare med otydliga tvärband. Hanen har en kroppslängd på 80 cm inklusive stjärten, honan 50 cm. Bland lätena hörs låga kluckande och kacklande ljud samt ett gällt skri. Under spelet hörs ljudliga vingslag.

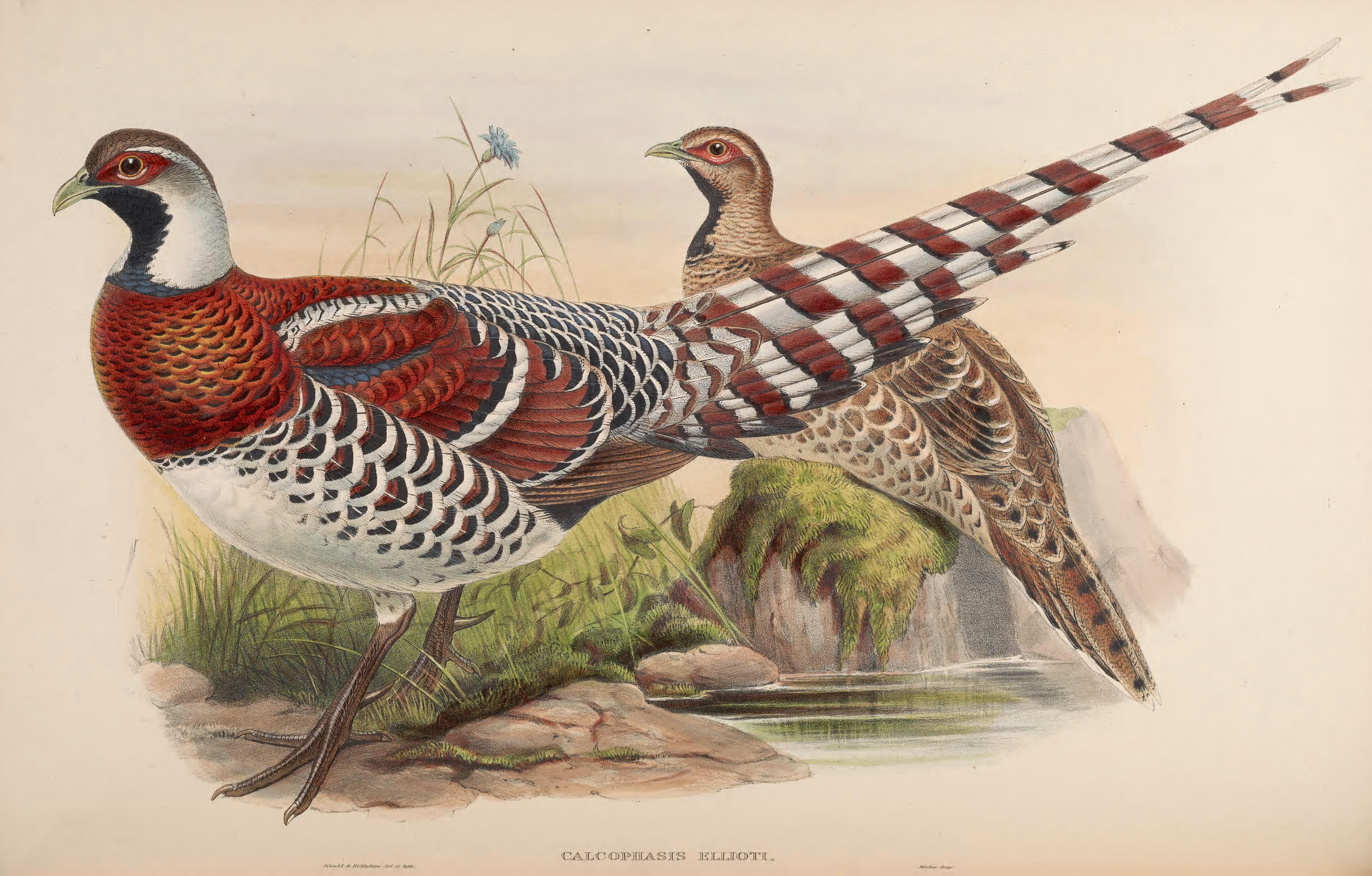
Illustration av hane och hona.

## Utbredning och systematik
Fågeln förekommer i sydöstra Kina, i provinserna Guizhou, Hubei, Anhui, Zhejiang, Fujian, Jiangxi, Hunan, Guangxi och Guangdong. Fågeln lever främst i subtropiska skogar på mellan 200 och 1 900 meters höjd över havet. Ibland förekommer den även i buskmarker. Den behandlas som monotypisk, det vill säga att den inte delas in i några underarter.

## Status och hot
Arten har ett stort utbredningsområde, men tros minska i antal, dock inte tillräckligt kraftigt för att den ska betraktas som hotad. Internationella naturvårdsunionen IUCN listar arten som livskraftig (LC). Beståndet uppskattas till i storleksordningen 20 000 till 100 000 vuxna individer.

## Namn
Fågeln är uppkallad efter den amerikanska ornitologen Daniel Giraud Elliot. Tidigare kallades den elliotfasan även på svenska, men justerades 2023 till ett mer informativt namn av BirdLife Sveriges taxonomikommitté.

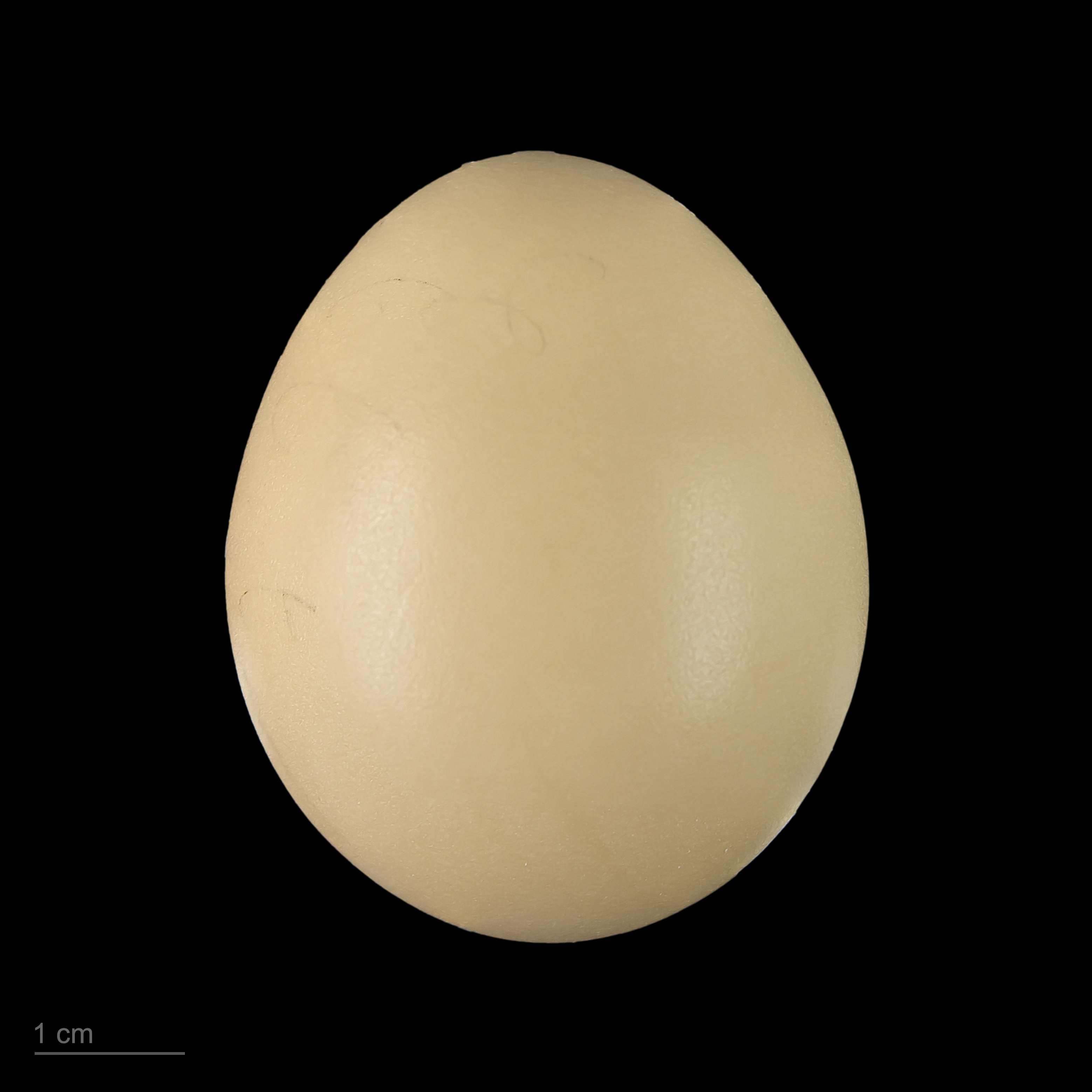
Ägg från brokfasan.